# Изведени финансијски инструменти
Изведени финансијски инструменти или деривативи (енгл. derivatives) су специфичан облик вредносних папира који су (као што им и сам назив говори) изведене из неке базе, а то могу бити деонице, обвезнице, валуте, берзанска роба и сл.
Деривативи су, дакле, вредносни папири који представљају апстрахован делић вредности неког добра из којег су изведени у неком временском периоду. Заправо, деривативи су једна врста стандардизованих, тржишно регулисаних уговора у којем две стране унапред одређују предмет, цену и термин купопродаје, а како су стандардизовани њима је на уређеним и тачно одређеним тржиштима омогућена трговина као и са осталим вредносним папирима.
Основна намјена дериватива је осигурање од тржишних ризика (свих врста) али уједно су и један од најшпекулативнијих врста вредносних папира којима се тргује на тржишту.
Постоји више врста изведених финансијских инструмената, а најосновније су:
- форвард уговори уговори (фјучерс, форвард, своп)
- опцијски уговори (опције)
- уговор на разлику (енг. Contract for Difference - CFD)